# Kup Srbije u vaterpolu 2012./13.
Ovo je sedmo izdanje Kupa Srbije u vaterpolu i prvo koje nije osvojio Partizan. Nakon kvalifikacijskog turnira na Banjici je igran završni turnir.

## Završni turnir

### Poluzavršnica
12. siječnja 2013.
- Partizan - Radnički 11:10 (2:1,3:3,3:3,3:3)
- Crvena zvezda - Vojvodina 12:7 (3:1,4:2,2:1,3:3)

### Završnica
13. siječnja 2013.
- Crvena zvezda - Partizan 9:8 (2:1,3:0,2:4,1:3;0:0,1:0)

- Bazen: SC „Banjica“
- Sudac: Golijanin
- Crvena zvezda: Šefik, S. Rašović 2, Rađen, Ivošević, Milićević, Pijetlović 2, Avramović 3, V. Rašović, Ranđelović, Vapenski 2, Prlainović, Eškert, Draksimović; trener: Dejan Savić
- Partizan: Soro, Obradović, Mandić 1, Tansković, Subotić 1, Rackov, Ćuk 2, Dedović 1, Matović, Mitrović, Basara, Jokić, Vukićević; trener: Vladimir Vujasinović

Pobjedonosni pogodak postigao je Duško Pijetlović u drugom produžetku.